# 프레더릭 콤스
프레더릭 콤스(Frederick Combs, 1935년 10월 11일 ~ 1992년 9월 19일)는 영국의 극작가, 무대 연출가, 배우, 연극 배우이다.
포츠머스에서 태어났으며 로스앤젤레스에서 사망하였다.

## 영화
- 데이비드 (1988년)
- 뿌리 - 그 다음 세대 (1979년)
- 밴드의 소년들 (1970년)